# 荃立方商場

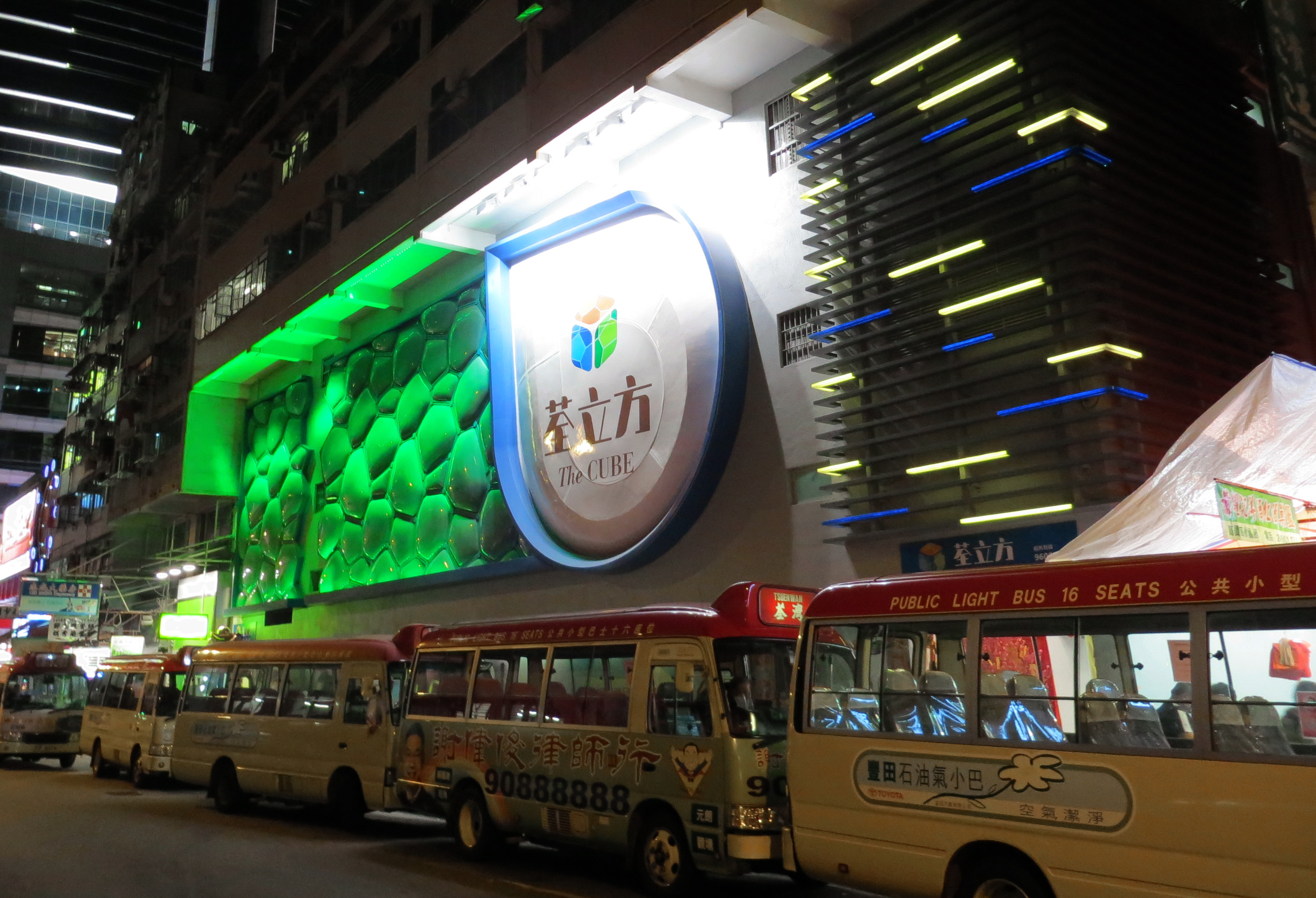
荃立方商場的外貌

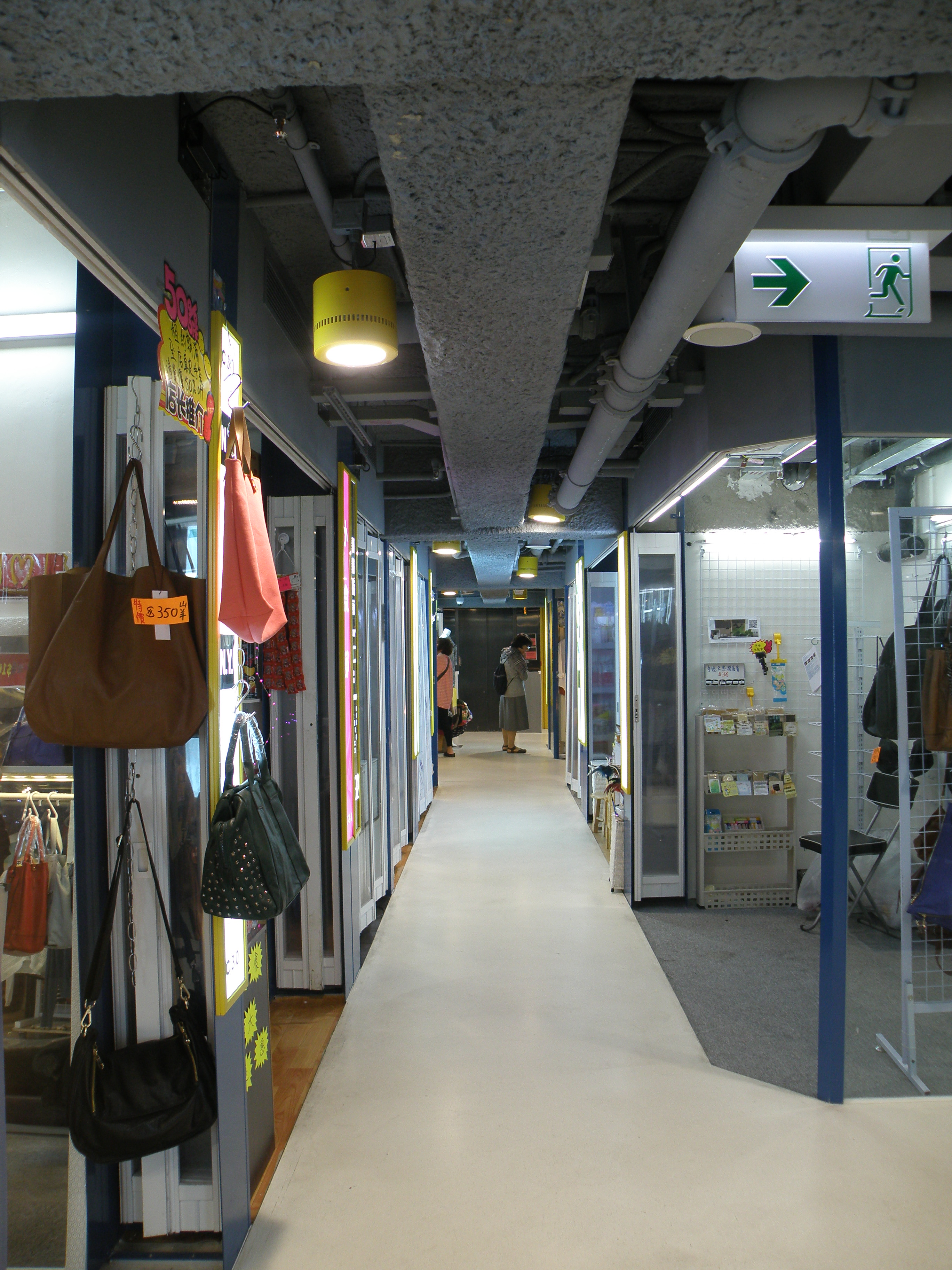
荃立方商場

荃立方商場（英語：The Cube）位於香港新界荃灣海壩街122-132A地下至二樓，毗鄰荃灣街市，原址為新中聯國貨的舖位，於2012年3月由投資者尹柏權以4.85億港元購入，並分拆成206個「蚊型」舖位出售。由於電梯安裝事宜涉及圖則的更改，部份買家因而要求取消交易，至2013年初再度放售。